# Indie-O Music Awards
Los Indie-O Music Awards, o Los IMAS, son los premios que se entregan para reconocer a lo mejor de la industria de la música independiente en México. La premiación se lleva a cabo cada año y es un grupo de jurados, seleccionados entre músicos, productores, mánager y periodistas especializados, el que está encargado de nominar y votar a los ganadores. La última edición fue en el 2016.

## Historia
Los IMAS nacieron en el año 2008 como una iniciativa privada para dar un reconocimiento anual a las personas, disqueras o medios que se destacaron en la industria de la música independiente en la república mexicana. Según el manual del votante de 2010 "los Indie-O Music Awards buscan promover a los artistas que de manera independiente han tenido un impacto importante en la industria musical; aquellos grupos o solistas que sin el apoyo de alguna disquera transnacional y sin una apabullante presencia en los medios principales, han dejado su huella en la memoria artística de nuestro país". La tercera, cuarta y quinta edición de los premios fueron dirigidos por el politólogo Iván Felipe González Montoya.

## Nominaciones y votación
Las nominaciones y la votación son hechas por una serie de jurados que está integrada por músicos, artistas, productores, programadores y locutores de radio, mánager, disqueras, netlabels y periodistas especializados. Los jurados eligen a los ganadores para cada categoría aunque hay un premio que es otorgado, a través de internet, por el público.
Los requisitos para que una producción pueda ser nominada son que la obra haya sido producida entre el 1 de enero y el 31 de diciembre del año inmediatamente anterior y que haya sido independiente. El criterio de independiente ha provocado varias controversias en torno a su significado y lo que implica serlo. En la tercera edición de los IMAS se ha definido como independiente a aquella banda o artista que no haya firmado contrato con ninguno de los cuatro sellos discográficos transnacionales (aunque sí pueden estar distribuidos por ellos): EMI, Sony BMG, Universal Music Group y Warner Music Group.
El resultado de las votaciones se hace público al final de cada ceremonia.

## Ceremonia de premiación
1.ª. Edición
Las ceremonias de premiación de 2008 y 2009 se realizaron en el Polyforum Cultural Siqueiros y en ambas ocasiones hubo alrededor de 1,300 asistentes.
En la primera edición, la cual fue conducida por Miguel Solis y Mariana Uribe, se presentaron, entre otras bandas, Dagger, La Comuna, Fenómeno Fuzz, Los Fancy Free, Yokozuna y Alejandro Otaola. Se entregaron premios en veintidós categorías y se consideró que el gran ganador de la noche fue Austin TV.
2.ª. Edición
En la edición de 2009 se presentaron, entre otros, Pato Machete, Les Butcherettes, Menuda Coincidencia, Maligno y Los Dorados. En esta ocasión se sumaron tres categorías a los premios, incluyendo el voto Myspace de la Gente, y la conducción fue llevada a cabo por Ileana Rodríguez (La Reclu) y por Natalia Téllez. La ceremonia, que originalmente estaba prevista para realizarse el seis de mayo, tuvo que posponerse hasta el 23 de junio debido al plan de contingencia sanitaria que el gobierno del Distrito Federal impuso durante el brote de influenza.
3.ª. Edición
La ceremonia de premiación de la tercera edición de los IMAS se realizó el 26 de mayo de 2010 en el Teatro de la Ciudad Esperanza Iris, en el Centro Histórico de la Ciudad de México. En esta ocasión la ceremonia fue conducida por Jessy Bulbo, artista y cantante de diversos proyectos musicales, y Mariana Hernández, locutora de radio y televisión.
Durante la noche se entregaron veintidós premios y hubo cuatro colaboraciones en vivo. La primera colaboración fue hecha por parte de 60 Tigres, Salón Victoria y Niña Dioz; interpretaron El Pipirapau de los Plebeyos. La segunda colaboración estuvo a cargo de Radaid y Carla Morrison quienes interpretaron Perdón, canción de Vicente Fernández. La tercera colaboración incluyó a la banda de punk Joe Volume, a la Polka Madre y a Michael, guitarrista de Candy. Esta terna interpretó Pus qué hago aquí de Los Nena. La última presentación en vivo fue realizada por el Instituto Mexicano del Sonido y contó con la participación de Adanowsky y Ely Guerra; como homenaje interpretaron La Tumba de Zu.
4.ª. Edición
La cuarta edición de los IMAS se volvió a llevar a cabo en el Teatro de la Ciudad el 13 de abril de 2011.
En esta ocasión se entregaron premios en 25 categorías, condujeron Jaime López y Ceci Bastida, y hubo cuatro presentaciones en vivo: Sonido San Francisco, Los de Abajo y Dapuntobeat; Los Robotes y Trucosos y el Abulón; Lengualerta, Jezzy P y Frontline Guerrilla Sonora; y, Juan Manuel Torreblanca, Andrea Balency y Karen Ruiz (Songs for Eleonor y Sonido Desconocido II). Los ensambles interpretaron, a modo de homenaje, canciones de cinco músicos mexicanos que fallecieron en el último año: Eugenio Toussaint, Manuel Esperón, Salvador el Negro Ojeda, Illy Bleeding y Rita Guerrero, esta última reconocida sobre todo por su trayectoria en Santa Sabina. El homenaje realizado para Guerrero fue interpretado por Carla Morrison quien sustituyó a la que sería la sorpresa original de la noche Natalia Lafourcade. Lafourcade, quien ganó el premio Mejor Productor Nuevo, tuvo problemas médicos que le impidieron estar presente.
Una de las bandas destacadas de la cuarta edición fue She's a Tease; a pesar de ganar un solo galardón la banda estuvo nominada en siete categorías y fue una de las agrupaciones estelares.
5.ª edición
La quinta edición de los Indie-O Music Awards se llevó a cabo el miércoles 21 de marzo de 2012 en el Salón Los Ángeles.
Andrés Almeida (Songs for Eleonor) y María Daniela Azpiazu (María Daniela y su Sonido Lasser) condujeron la ceremonia, en la cual se entregaron 25 plumas (en género Jazz/Funk/Fusión Paté de Fuá y La Internacional Sonora Balkanera recibieron el mismo número de votos). Una vez concluida la ceremonia La Sabrosa Sabrosura hizo una presentación en vivo con invitados como Zu, Mariana Dávila, H, Mauricio Oso, Jalil, Pato y Capo, entre otros. Al terminar los siguió Lasserette y Sonido Changorama, el cual, durante gran parte de su acto, fue acompañado por Ima (Afrodita y Agrupación Cariño) con la guacharaca.
Para finalizar, Zaratustra, con su proyecto El hombre que odiaba las naranjas, realizó el último acto en vivo.
6.ª edición
La sexta edición de los Indie-O Music Awards se celebró el miércoles 5 de junio del 2013 en el Polyforum Siqueiros.
Covadonga Bon y Armando Vega Gil fueron los conductores de la ceremonia, en la cual se premiaron a las 25 categorías existentes, incluyendo Premio de la Gente y Medio de la Gente (ambas votaciones hechas por el público vía Facebook).
A lo largo de la ceremonia, se presenciaron 3 actos musicales, el primero conformado por Liquits, Liber Terán y Jonathan Arellano; el segundo conformado por Quiero Club y Eptos Uno; y el tercero por Silva de Alegría, San Pascualito Rey y Ocean's Acoustic.
Los grandes ganadores de la noche fueron los capitalinos de la banda Centavrvs, llevándose 3 de las 25 plumas.
Para finalizar, Mood Fu realizó un Dj Set y cerró con broche de oro.

## Ceremonias
| Años                                                           |
| 2008 · 2009 · 2010 · 2011 · 2012 · 2013 · 2014 · 2015 · 2016 · |